# František rytíř Stejskal
František rytíř Stejskal (20. října 1829 Sokolí – 25. srpna 1898 Reichenau an der Rax) byl od roku 1892 do roku 1897 policejní prezident ve Vídni a od roku 1890 do roku 1892 policejní prezident v Praze.

## Život
František rytíř Stejskal studoval právo na Univerzitě ve Vídni, po studiu začal pracovat jako praktikant na Vídeňském policejním ředitelství. Během Světové výstavy v roce 1873 vedl komisariát v Prateru. V roce 1879 se stal policejním radou a v roce 1880 se stal vládním radou a pražským policejním ředitelem. V roce 1892 byl jmenován vídeňským policejním prezidentem. V prvním roce působení rytíře Stejskala se staly součástí Vídně i okresy na pravém břehu Dunaje, tyto do té doby nezávislé okresy, však již dříve patřily pod policejní obvod Vídeň. Tímto se velmi zvětšil počet obyvatel Vídně a vznikly tak dříve neznámé sociální problémy (bezdomovectví a nezaměstnanost), toto tak musela policie ve Vídni nově obstarat.
V roce 1895 byla otevřena ve vídeňském zábavním parku Prater nová atrakce "Benátky ve Vídni", toto však bylo kritizováno mimo jiné Karlem Krausem. Stejskal toto shrnul pragmaticky: "Konečně jsme získali místo, kde můžeme najít všechny podvodníky".
Dne 26. července 1874 při příležitosti ocenění za Světovou výstavu 1873 získal rytířský řád Železné koruny III. třídy bez taxy, tento posléze přešel 8. prosince 1894 z nejvyšší milosti na jeho synovce Karla Stejskala.